# Psephenotarsis triangularis
Psephenotarsis triangularis är en skalbaggsart som beskrevs av Arce-pérez och Novelo-gutiérrez 2001. Psephenotarsis triangularis ingår i släktet Psephenotarsis och familjen Psephenidae. Inga underarter finns listade i Catalogue of Life.